# Джон из Такстера

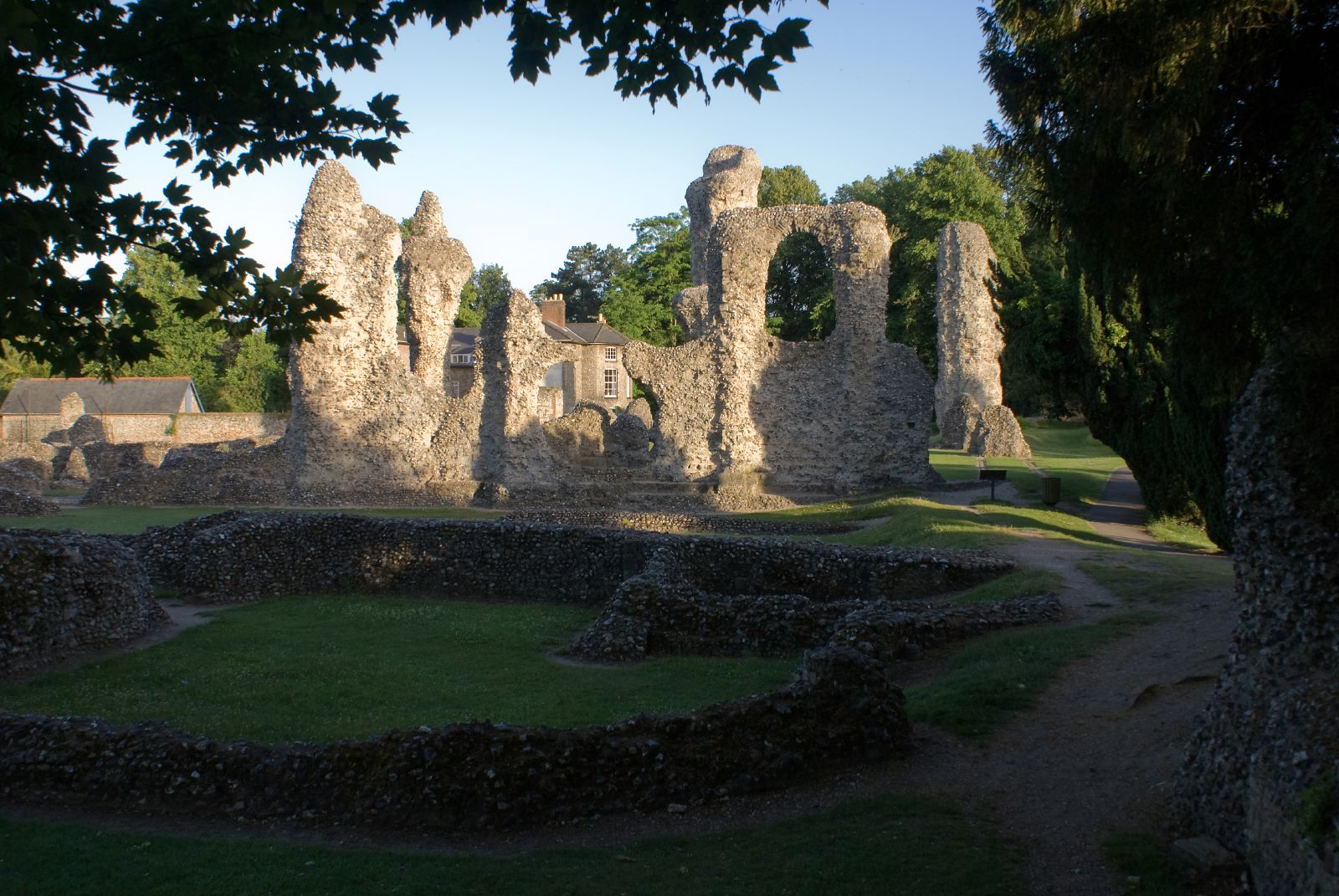
Руины аббатства Бери-Сент-Эдмундс в Суффолке

Джон из Такстера, или Тайстера, также Джон де Таксатер (англ. John of Taxster, John of Tayster, John de Taxater, лат. Johannes Taxston; ум. после 1265) — английский хронист, монах-бенедиктинец из аббатства в Бери-Сент-Эдмундс (Суффолк), один из авторов «Хроники Бери-Сент-Эдмундс» (лат. Chronica Buriensis).

## Жизнь и труды
О жизни его почти ничего не известно, за исключением того, что он был членом монашеского ордена бенедиктинцев и жил и работал в аббатстве Бери-Сент-Эдмундс в графстве Суффолк. Впервые упоминается в документах монастыря 20 ноября 1244 года, на день Св. Эдмунда.
Составил продолжение «Хроники Бери-Сент-Эдмундс» (лат. Chronicle of Bury St Edmunds, лат. Chronica Buriensis), излагающей события с сотворения мира, в основу которой легли сочинения английских историков XII века Иоанна Вустерcкого, Уильяма Мальмсберийского, Радульфа де Дисето, Роджера Ховеденского, а также местная хроника Джоселина Бракелондского (1173—1202) и его продолжателей. Дополнил её собственными записями о событиях в самой обители, Английском королевстве и европейских странах с 1212 по 1264-й или 1265 год. В своём сочинении уделяет внимание преимущественно церковным и политическим делам, показывая себя горячим приверженцем Симона де Монфора. 
Умер, вероятно, после 1265 года, которым заканчивается его хроника, возможно, в 1270 году.
Хроника Джона из Такстера была продолжена до начала XIV века монахом того же монастыря Джоном из Эверсдена, а сведения из неё тогда же использованы Джоном из Окснеда, хронистом из бенедиктинского аббатства Святого Беннета на Островке в Норфолке, а также Бартоломью Коттоном из Нориджа, автором «Истории Англии» (лат. Historia Anglicana). Известны также два анонимных её продолжения: за 1265—1295 и за 1296—1301 годы.

## Рукописи и издания
Хроника сохранилась в двух относительно полных рукописях, одной из фондов Британского музея (Cott., MS Julius, A. 1), которая переписана в XIV веке и содержит также продолжение Джона из Эверсдена, и другой — из собрания Геральдической палаты (Arundelian Manuscript, 6), которая относится к концу XIII века и не является архетипом.
Отрывок из хроники, содержащий сообщения за 1258—1263 годы, был опубликован в 1859 году в Лондоне историком-медиевистом Генри Р. Луардом в академической серии Rolls Series, в приложении к изданию «Истории Англии» Бартоломью Коттона.
Неполная рукопись хроники, содержащая сообщения за 1173—1265 годы, была издана в 1849 году для Английского исторического общества известным филологом и переводчиком Бенджамином Торпом, а отрывки, относящиеся к немецким делам, включены Георгом Г. Перцем в т. XXVIII «Monumenta Germaniae Historica: Scriptores» (с. 586–591).
В 1964 году историк-медиевист профессор Ноттингемского университета Антония Грансден подготовила научно-академическое издание хроники Джона из Такстера, вместе с продолжением её Джоном из Эверсдена.

## Публикации
- Florentii Wigornieni monachis Chronicon ex chronicis, edited by Benjamin Thorpe. — Tomus II. — London: Sumptibus societatis, 1849. — pp. 153–196.
- The Chronicle of Florence of Worcester with the two continuations; comprising annals of English history, from the departure of the Romans to the reign of Edward I. Translated from the Latin with notes  by Thomas Forester. — London: Henry G. Bohn, 1854. — xiii, 512 p.
- The Chronicle of Bury St Edmunds 1212—1301. Chronica Buriensis 1212—1301. Edited with introduction, notes and translation by Antonia Gransden. — London; Edinburgh: Nelson, 1964. — xlvii, 352 p. — (Nelson's Medieval Texts).